# Cusano Mutri
Cusano Mutri è un comune italiano di 3 717 abitanti della provincia di Benevento in Campania.
Il suo territorio fa parte del parco nazionale del Matese e della comunità montana Titerno e Alto Tammaro.

## Geografia fisica

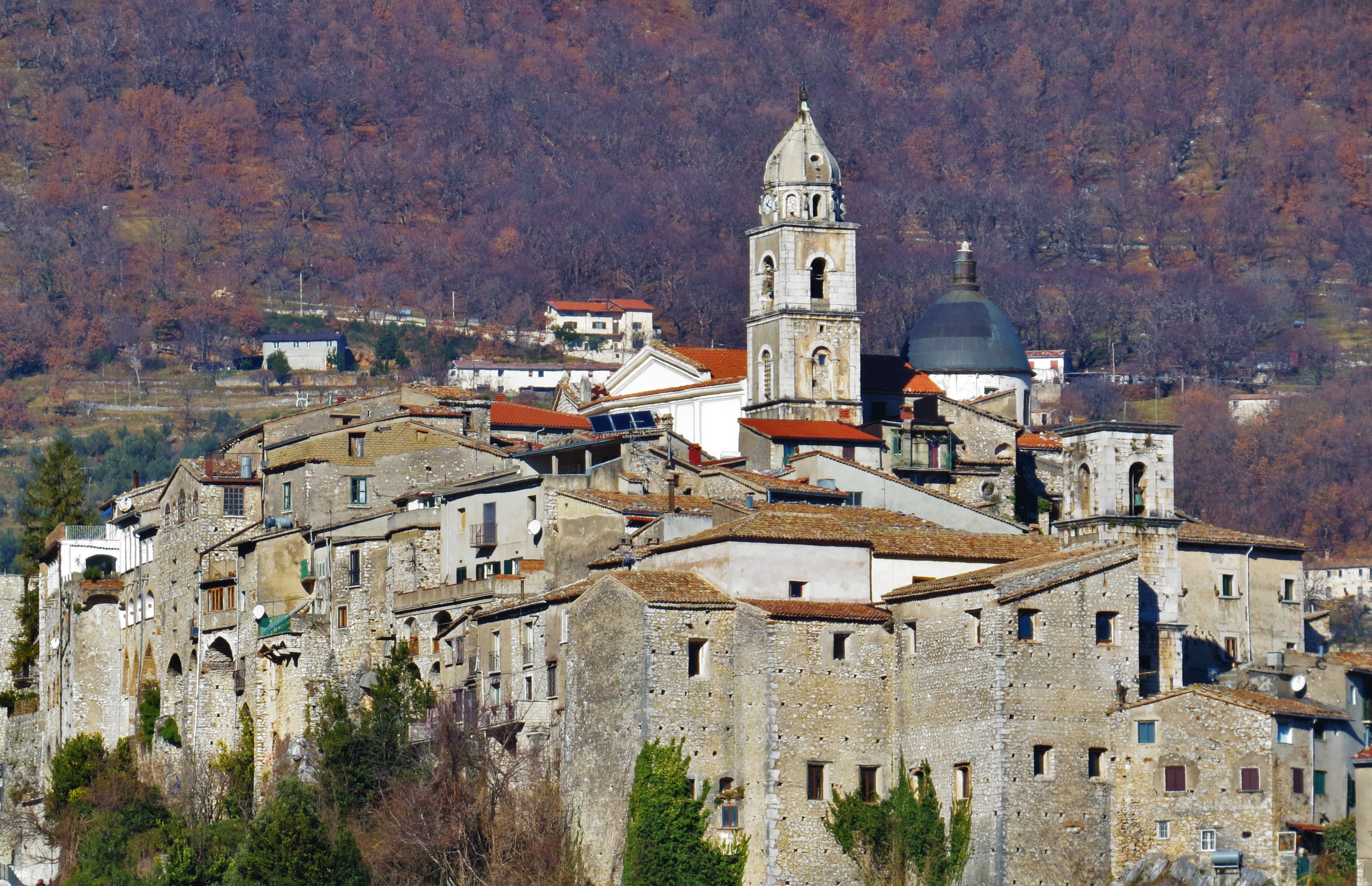
Il borgo di Cusano Mutri visto da ovest

Il comune è situato nel versante sud del Matese, inglobato nell'antico Sannio Pentro, oggi al confine tra Campania e Molise. Il centro storico è arroccato su di un colle situato nel mezzo di una conca circondata da numerosi monti e colli.
Il suo territorio si estende per circa 60 km², con altimetria minima di 300 metri alla gola di Lavella, e massima di 1 823 metri al monte Mutria al confine con il Molise. Numerosi sono i torrenti, le fontane e le sorgenti; il più importante corso d'acqua è il Titerno.
Le alture sono dedite al pascolo o presentano fitti boschi ricchi di funghi. Numerosi sono i castagneti, soprattutto nella zona di Civitella Licinio. Presso Bocca della Selva sono presenti delle faggete. Il cuore della conca di Cusano è invece prevalentemente coltivato.

## Origini del nome
Il nome, che significherebbe "coppa", ne indicherebbe anche la configurazione topografica da cui deriverebbe il primitivo simbolo ideografico "Q" che rappresentava la cerchia dei monti con la gola di Lavello, unico sbocco.

## Storia
Alcuni storici ipotizzano che Cusano Mutri sia la sannita Cossa, onde Cosano, distrutta dai Romani unitamente a Telesia.
Notizie certe affiorano solo nel 490 d.C., quando papa Felice III inviò un presbitero per officiare nella cappella del castrum.
Agli inizi dell'VIII secolo si insediarono in una contrada i benedettini i quali fondarono la chiesa di Santa Maria del Castagneto mentre nelle altre campagne sorsero diversi nuclei abitati, contrassegnati da edifici di culto. Il punto di svolta si verificò con la dominazione normanna che dette inizio ad una fase di inurbamento: attorno alla chiesa di San Pietro e al castello si sviluppò il centro abitato dalla tipica urbanistica medievale. 
Il devastante terremoto del 5 giugno 1688 distrusse quasi tutti i paesi del circondario ma non danneggiò Cusano. I cusanesi, per prudenza, decisero comunque di dormire alcuni mesi nelle campagne circostanti temendo l'imminente distruzione del loro paese.
Concesso in feudo alla famiglia Sanframondo, che lo detenne fino alla metà del 1400, Cusano successivamente passò per le mani di molteplici famiglie feudatarie: de Vera (1467), Gaetani (1480), Carafa, Del Tufo, Origlia, Monsorio, Barrionovo. Poco prima dell'eversione della feudalità la popolazione del luogo incendiò il castello (1780).
L'economia locale si basava soprattutto sulla pastorizia e sull'industria della lana: i panni lana cusanesi, chiamati "pannitti", erano più economici e meno pregiati di quelli prodotti nella vicina Cerreto Sannita. La decadenza iniziò nella seconda metà dei Settecento quando, tra l'altro, la privatizzazione della dogana di Foggia mise in crisi il sistema della transumanza.
Cusano fece parte della Terra di Lavoro e, dopo l'Unità d'Italia, entrò nella provincia di Benevento all'interno del circondario di Cerreto Sannita.

### Simboli
Nello stemma sono rappresentate tre torri su tre monti.
Il gonfalone municipale è costituito da un drappo di rosso.

## Monumenti e luoghi d'interesse

### Architetture religiose

#### Chiesa dei Santi Apostoli Pietro e Paolo

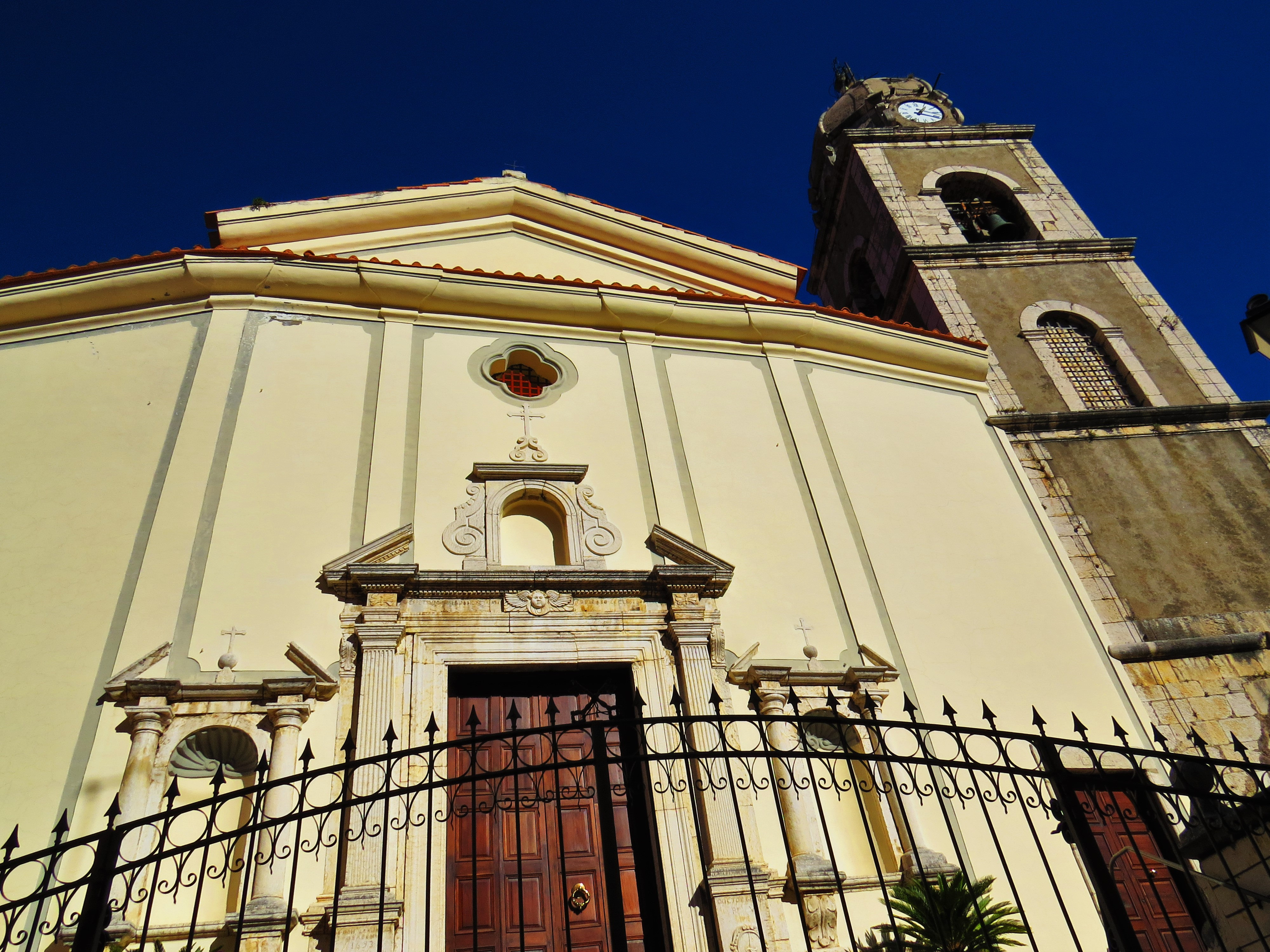
Chiesa dei Santi Apostoli Pietro e Paolo

È la più antica chiesa di Cusano Mutri, citata già nell'anno 490 con il titolo di San Pietro all'Elce. L'edificio è stato più volte rimaneggiato e ampliato nel corso dei secoli. L'interno, privato delle decorazioni barocche durante i restauri del 1962, risulta in stile romanico. Confinava con il Castello, di cui restano solo pochi ruderi: tramite una finestra interna i feudatari, dall'alto, assistevano alle celebrazioni. La chiesa non subì danni dal terremoto del 1688 anche se nel corso del XVIII secolo subì un nuovo rifacimento durante il quale fu eseguita la facciata con l'apertura dei due portali laterali. La chiesa ha tre navate con altrettanti portali in pietra e sulla porta di quello centrale vi è infisso un bel picchiotto di bronzo. Dietro l'altare maggiore è presente una grande pala barocca che mostra in alto l'Eterno Padre e l'Epifania. Sotto è presente la Sacra Famiglia contornata da angeli. Ai lati due re Magi a cavallo. In una nicchia al centro è il busto di Santa Chiara in omaggio di colei che donò l'opera alla chiesa, marchesa Chiara Origlia. Nelle due nicchie laterali vi è a destra San Paolo e a sinistra San Pietro, in grandezza naturale. In altri dieci nicchie, cinque per lato, sono i busti degli altri apostoli. Il lavoro fu compiuto da mastro Domenico de Luca nel 1661.

#### Chiesa di San Nicola

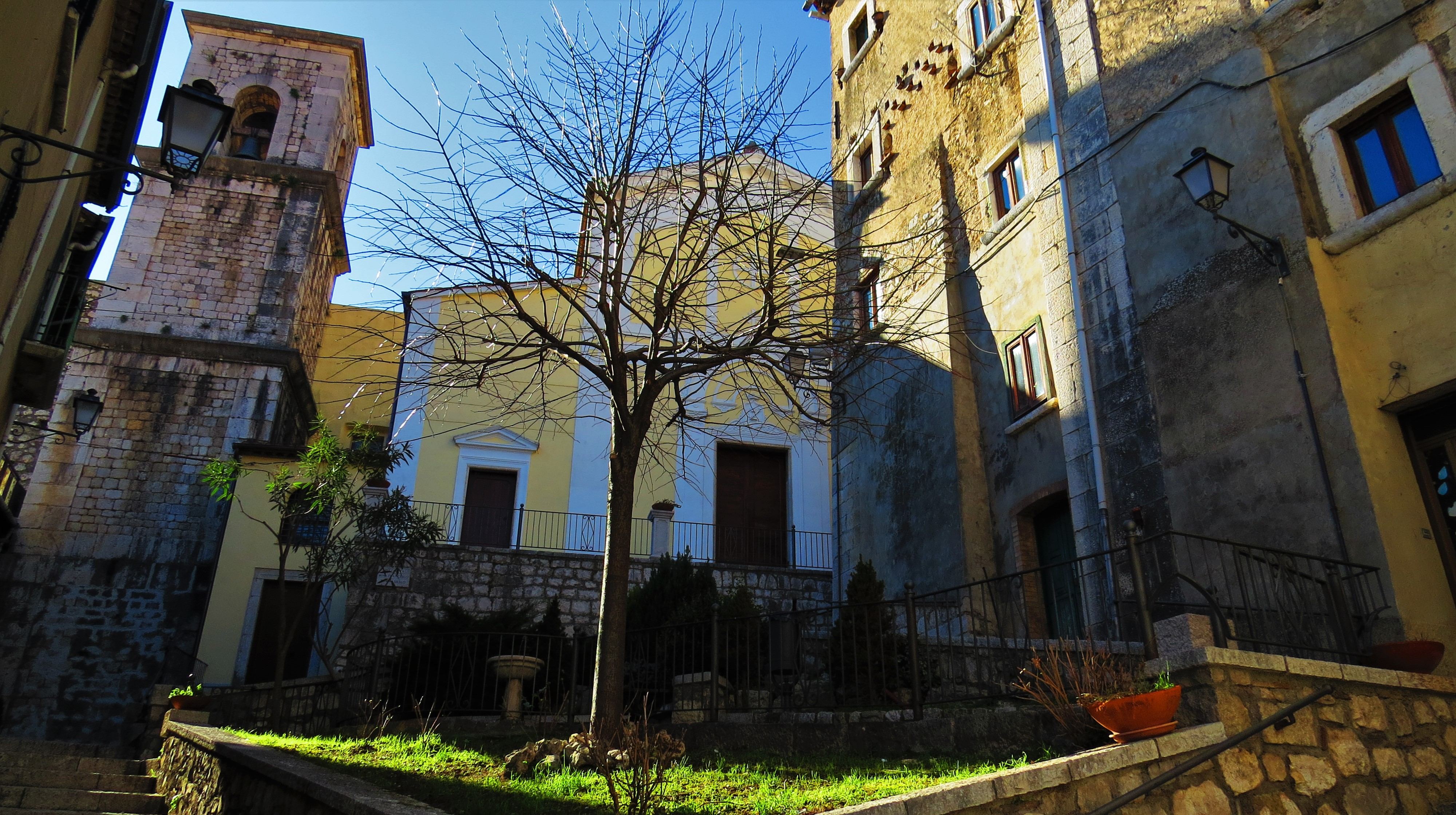
Chiesa di San Nicola

La chiesa di San Nicola, ubicata nel mezzo del centro storico, è la chiesa patronale di Cusano. Nel 1757 vi fu la volontà di innalzare san Nicola a “Patrono della Terra di Cusano”, confermata nel 1760, quando detta parrocchia fu annessa all'arcipretale San Giovanni Battista, per la riduzione del numero degli abitanti nel suo territorio. Risalente al XII secolo, è stata chiesa rettoriale dell'Università di Cusano. Ha tre navate, una torre campanaria e, all'interno, un'acquasantiera di pietra del Seicento. Conserva una statua della Vergine del Rosario del 1689 e nella sacrestia vi è una bella fontana in pietra. Per la sua baricentricità nell'abitato di Cusano e per porre fine alle ultracentenarie controversie tra le parrocchie dei Santi Apostoli Pietro e Paolo, zona alta (n'chèpë a Terra) e di San Giovanni Battista, zona bassa (vascia a Terra), divenne “chiesa municipale”. È stata chiusa al culto per lavori di restauro dal 1984 al 2011 in seguito alle lesioni provocate dal terremoto dell'Irpinia del 1980. Il 22 dicembre 2011 è stata riaperta ai fedeli. Resta ancora in attesa di lavori di restauro la chiesa inferiore dedicata a san Domenico.

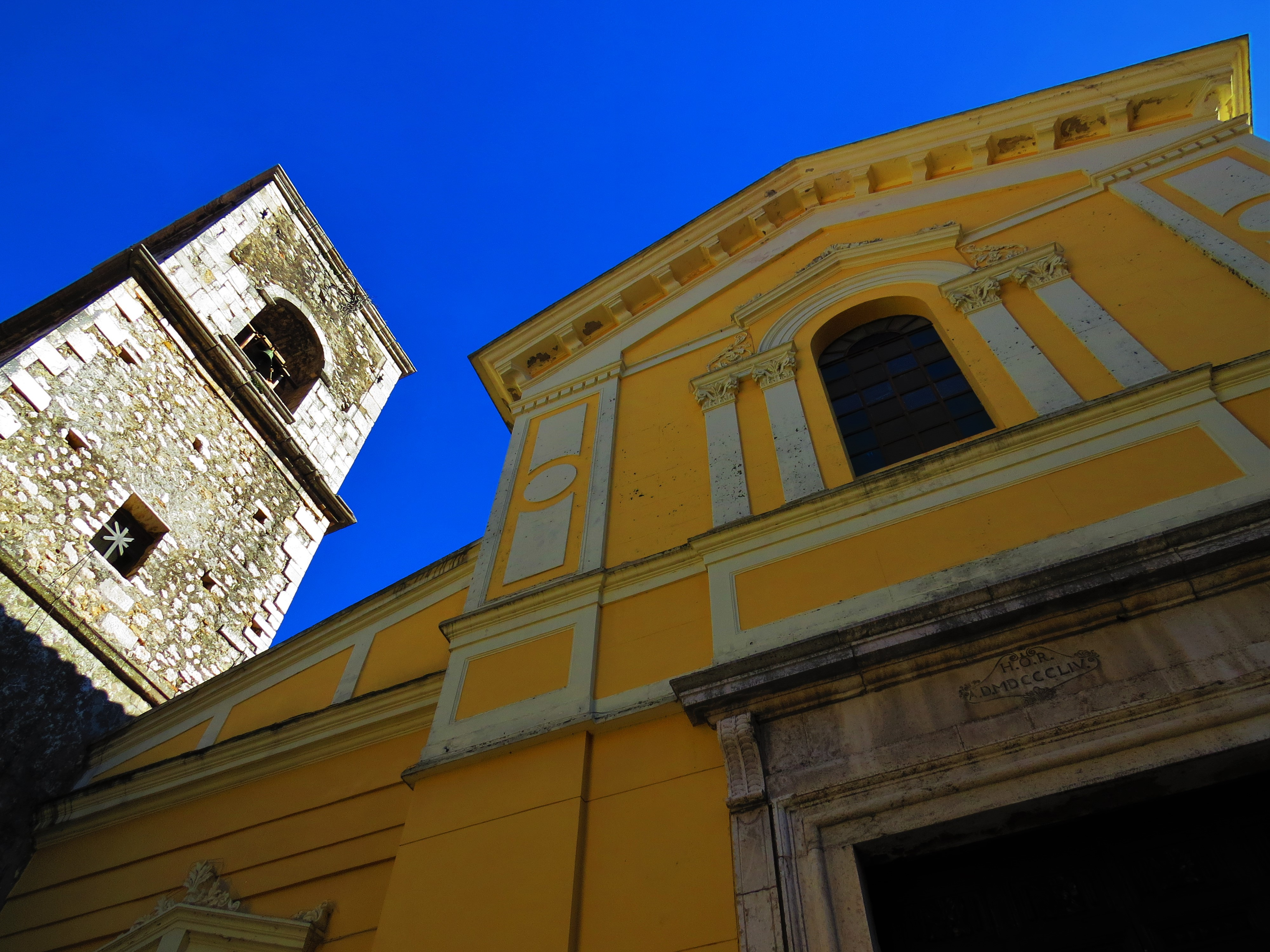
Chiesa di San Giovanni Battista

#### Chiesa di San Giovanni Battista

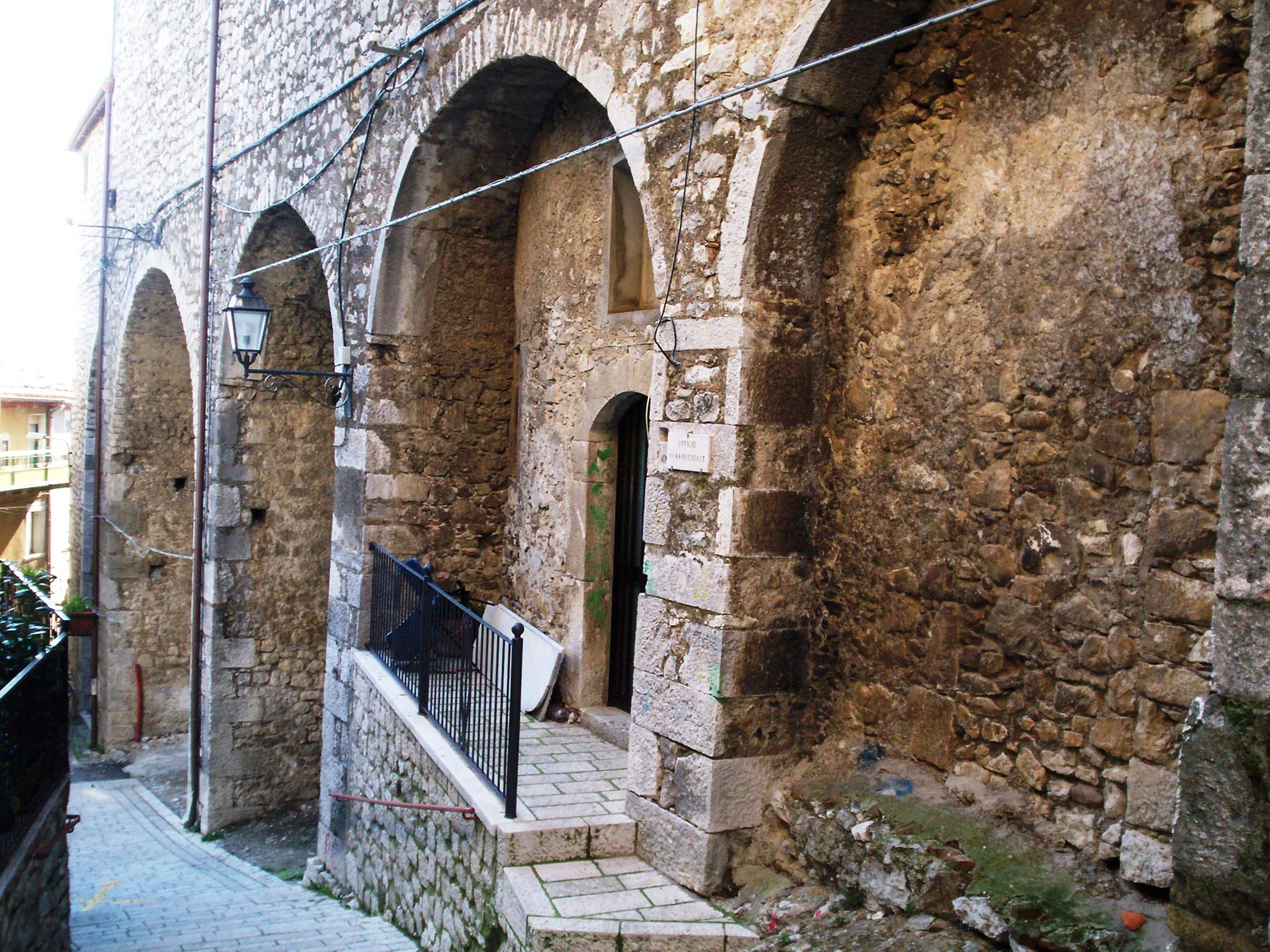
Via San Giovanni - Arcate della chiesa

È situata nella piazzetta omonima della Terra Bassa con una facciata richiamante lo stile romanico. È la più ampia delle chiese di Cusano. Ha cinque navate e una torre campanaria. Il suo ingresso si fregiava di un portale in pietra egregiamente scolpito dall'artista Ferrante da Cerreto Sannita. È opera del 1537 e fu ordinata dall'arciprete Domenico Petrucci. Successivamente il portale fu posto sulla nicchia del battistero che è alla destra di chi entra. Il fonte battesimale è sempre del tipo arcaico e reca scolpiti l'Agnello ed il ferro di cavallo. Porta la data del 1444. L'interno è a tipo basilicale con imponenti colonne di pietra. In questa chiesa si conserva un prezioso reliquiario d'argento cesellato racchiuso in una custodia di cuoio rabescato, opera del Trecento, che racchiude una Spina della Corona posta sul capo di Gesù. Nella piazzetta a sinistra della chiesa si erge una torre campanaria di forma quadrangolare eretta con pietre di spolio.

#### Chiesa di San Rocco
Sita nel borgo omonimo, costruita a volta con un unico altare. La sagrestia si trova in fondo a sinistra, lato di collocamento anche di una piccola statua del Santo titolare. Sul semplice altare marmoreo dell'inizio del Novecento, con pavimento di piastrelle cerretesi del 1756, troneggia un quadro dell'Immacolata Concezione con san Rocco eseguito nel 1855.

#### Chiesa della Madonna delle Grazie
Sulla facciata principale nelle due nicchie speculari sono collocati dei pannelli di maioliche cerretesi raffiguranti Santa Maria delle Grazie con i santi Giacomo e Rocco, e le anime del Purgatorio (a sinistra) e l'Immacolata con i santi Antonio di Padova e Pasquale. Qui, dopo la chiusura del convento di Montella in cui era ospitato, si ritirò su autorizzazione del vescovo di Cerreto Luigi Sodo il terziario alcantarino Giuseppe Vitelli, per i cusanesi Zi monachë Santë ("il monaco santo"), in religione Fra Carlo, ritenuto dalla popolazione morto in odore di santità.

#### Chiesa di Santa Croce al Monte Calvario

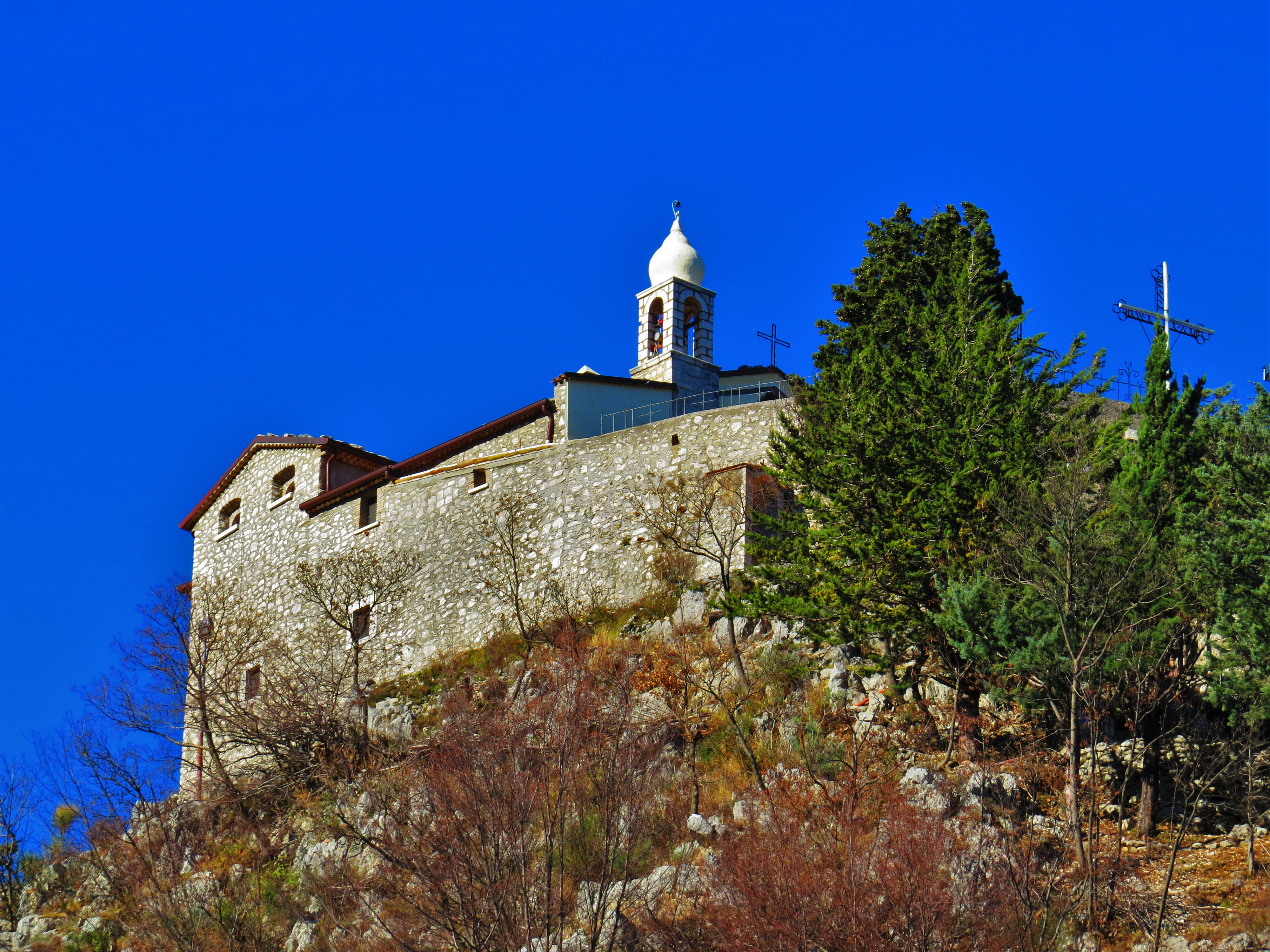
Chiesa di Santa Croce al Monte Calvario

Il 5 giugno del 1688, l'anno del catastrofico terremoto del Sannio che provocò la distruzione dei paesi limitrofi, Cusano subì solo lievi danni e per ringraziamento furono edificate due cappelle: Santa Maria della Pietà (poi sconsacrata) e quella della Santa Croce utilizzando le pietre e l'area del fortino Castelluccio, ribattezzando poi l'altura principale Monte Calvario. Nel 1805, tra la fine di luglio e i primi di agosto ripetute scosse sismiche indussero i cusanesi, penitenti, a recarsi al Calvario con la Spina Santa, reliquia ritenuta della corona di Cristo. Questa miracolosamente divenne bianca (il prodigio è documentato con atto notarile) e il moto tellurico smise. Ancora oggi il 3 agosto, di buon mattino, si svolge tale processione con partecipanti scalzi. La chiesa è a croce latina ad una sola navata, con volta a botte. Sull’altare centrale troneggia una Crocefissione con le pie donne; Sullo stesso lato, parallelamente alla navata, troviamo il campanile, la sacrestia e dei locali su più livelli, adibiti a dimora dei vari eremiti succedutisi.

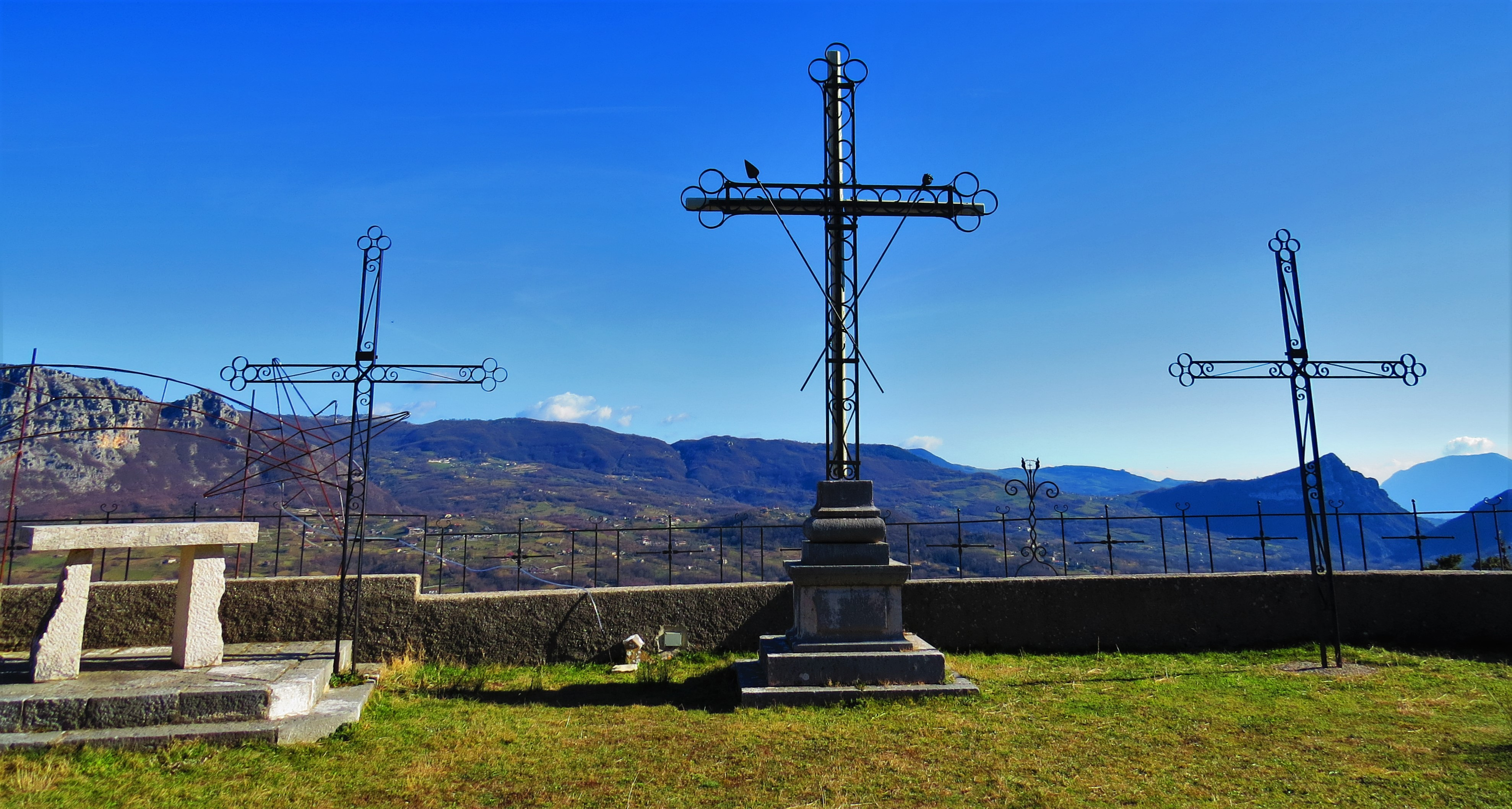
Sagrato della Chiesa di Santa Croce al Monte Calvario

#### Chiesa di San Vito
Si tratta di una delle cappelle rurali di Cusano. Di dimensioni ridotte, fu poco danneggiata dal terremoto del 1688. Il papa Clemente XII, nel 1733, concesse l'indulgenza plenaria per il giorno di San Vito, anche ai visitatori di qualsiasi tempo. Ugualmente fece papa Pio VI nel 1786. Aveva due piccole stanze di pertinenza nelle quali viveva un eremita.

#### Chiesa di Santa Maria del Castagneto
Fu Teoderata, moglie del duca di Benevento Romoaldo I, da poco convertitasi al Cristianesimo per opera del vescovo Barbato di Benevento, che qui diede vita a un cenobio femminile, alla fine del secolo VII, sui resti di un tempio italico. La fondazione sarebbe dovuta al ritrovamento di una icona nel tronco cavo di un castagno. Il figlio Gisulfo I, nel 703, la donò al nascente complesso benedettino maschile di San Vincenzo al Volturno. Il monastero intorno all'anno 861 subì un'usurpazione, tanto che per sedare le controversie nell'agosto dell'897, intervenne l'imperatrice Ageltrude, venuta da Spoleto. Le ingerenze continuarono e le sudditanze ai Volturnesi furono confermate da papa Stefano VII e dopo di lui dai successori Marino II e Gregorio V, come pure dagli imperatori Ottone II, Enrico II e Corrado II. I benedettini stanziatisi, tra l'800 e il 1100, fondarono più di una dozzina di chiesette sparse in tutta la vallata; di molte solo la toponomastica ne conserva il ricordo. Con l'avvento del nuovo millennio anche i papi Leone IX nel 1053 e Nicola II nel 1059 dovettero intervenire per S. Maria del Castagneto. L'avanzare dei Normanni e la decadenza della casa madre volturnese, mutarono gli scenari politici. Per insicurezza le campagne si spopolarono ma il borgo di S. Maria, anche se provato, sopravvisse; ugualmente la chiesa anche se il primitivo impianto basilicale fu ridotto da tre a due navate. La corte papale nel 1342, da Avignone dove risiedeva Clemente VI, intervenne con ampie indulgenze, ma la decadenza fu inarrestabile. Nel 1868, col Regno d'Italia, alla chiesa furono espropriati i residui cespiti.

#### Chiesa di San Giuseppe
Chiesetta rurale realizzata per volere ed a spese del benestante Paolantonio Petrillo e di suo figlio il sacerdote don Nicolò. La posa della prima pietra risale al 1º maggio del 1746, in prossimità della festa dei ss. Apostoli Filippo e Giacomo.

#### Chiesa di Santa Maria della Pietà
Conosciuta semplicemente col nome di "Pietà", è una chiesetta sconsacrata, da circa mezzo secolo, e già funzionante nel 1689 sita nel borgo del "Colle della Croce". L'interno è inusuale per l'architettura sacra cusanese; la parte posteriore è più larga che lunga. La cupola è a pianta ellittica. La campana, datata 1786, è ora nella biblioteca comunale. La statua della Madonna del Latte, di questa cappella, si custodisce nella chiesa parrocchiale dei Santi Apostoli Pietro e Paolo.

### Architetture civili
Centro storico
Il centro storico di Cusano Mutri, borgo tipicamente medievale, conserva ancora la sua struttura originaria caratterizzata da stradine tortuose, ampie scalinate, archi e case con portali e finestre in pietra lavorata locale.
Porta di mezzo

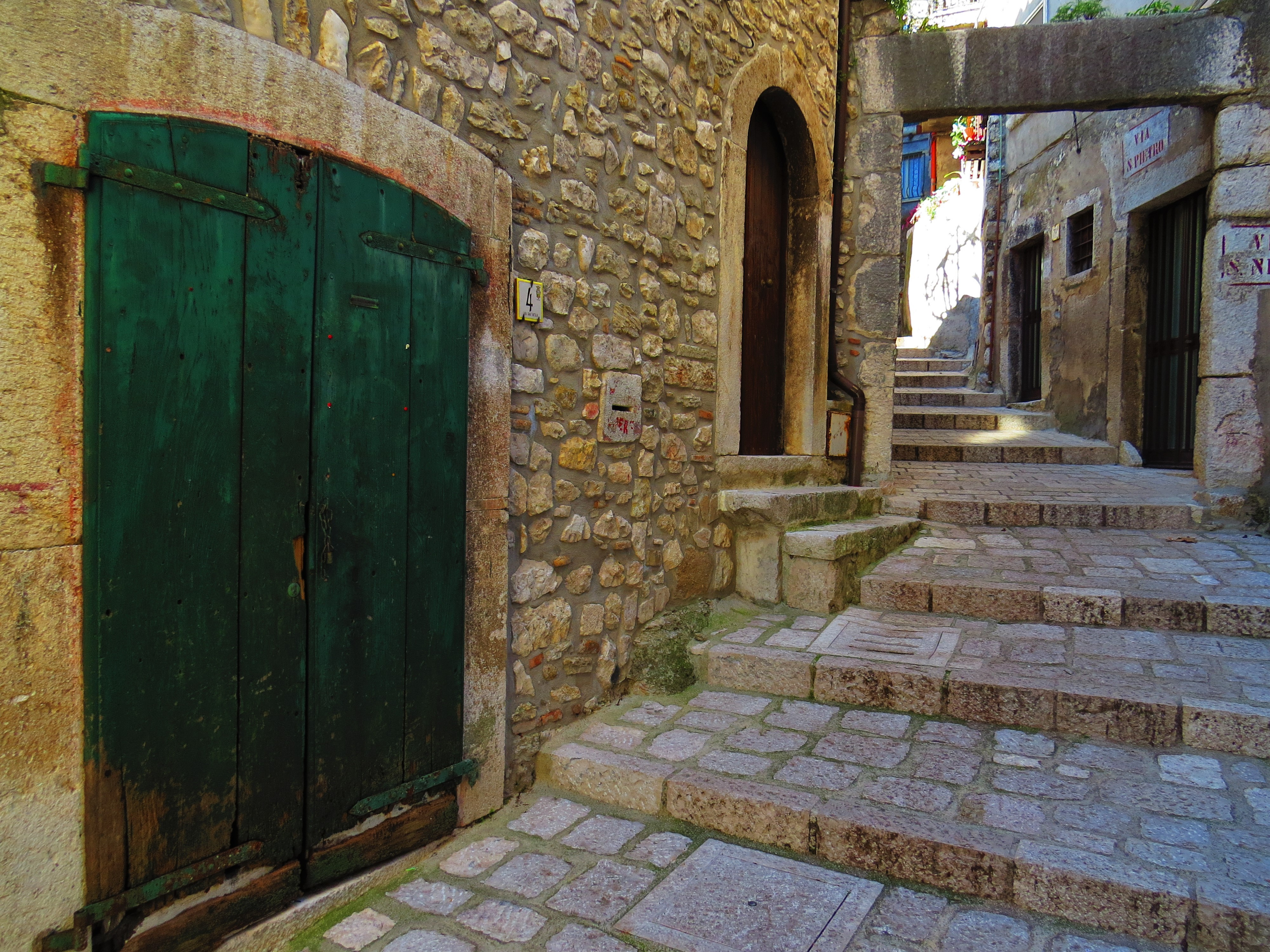
Via San Nicola - Porta di Mezzo

La porta di mezzo, costituita da un semplice architrave in pietra, si erge sulla scalinata detta vicinato lungo ed un tempo divideva il paese medievale dalla parte dell'abitato di espansione quattrocentesca.
Palazzo Santagata (ex convento Padri Agostiniani)
Il palazzo è un mirabile esempio di residenza nobiliare settecentesca. Situato in via Municipio è stato sede di un convento dei padri agostiniani sino al 1997 ed in tempi recenti è adibito ad altra sede comunale.

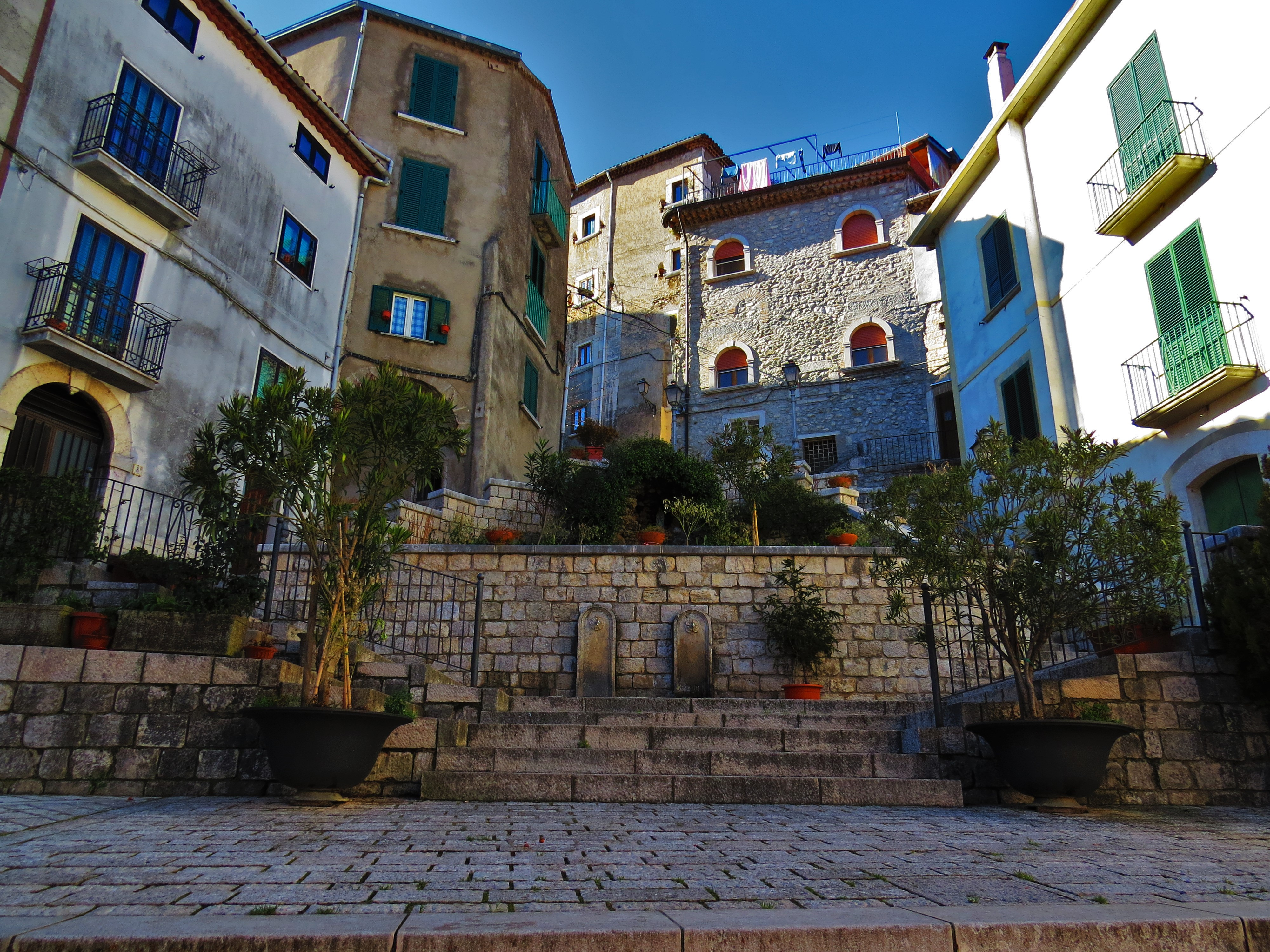
Piazza Roma
Situata nel centro storico, è a forma di anfiteatro e circondata da palazzi storici. Una scalinata in pietra con pianerottoli nella viva roccia la rende molto caratteristica e suggestiva. 
Sbocca sulla piazza Vico Tiberio dove si possono notare portali in pietra scolpiti e bassorilievi.
Piazza Lago
La piazza si trova nella parte alta del borgo medievale e ospita i resti del "castello marchesale" costruito su di un grande macigno. In un anfratto di tale macigno è possibile vedere una riproduzione della "Grotta di Lourdes", al di sotto della quale si trova una fontana con una conchiglia.

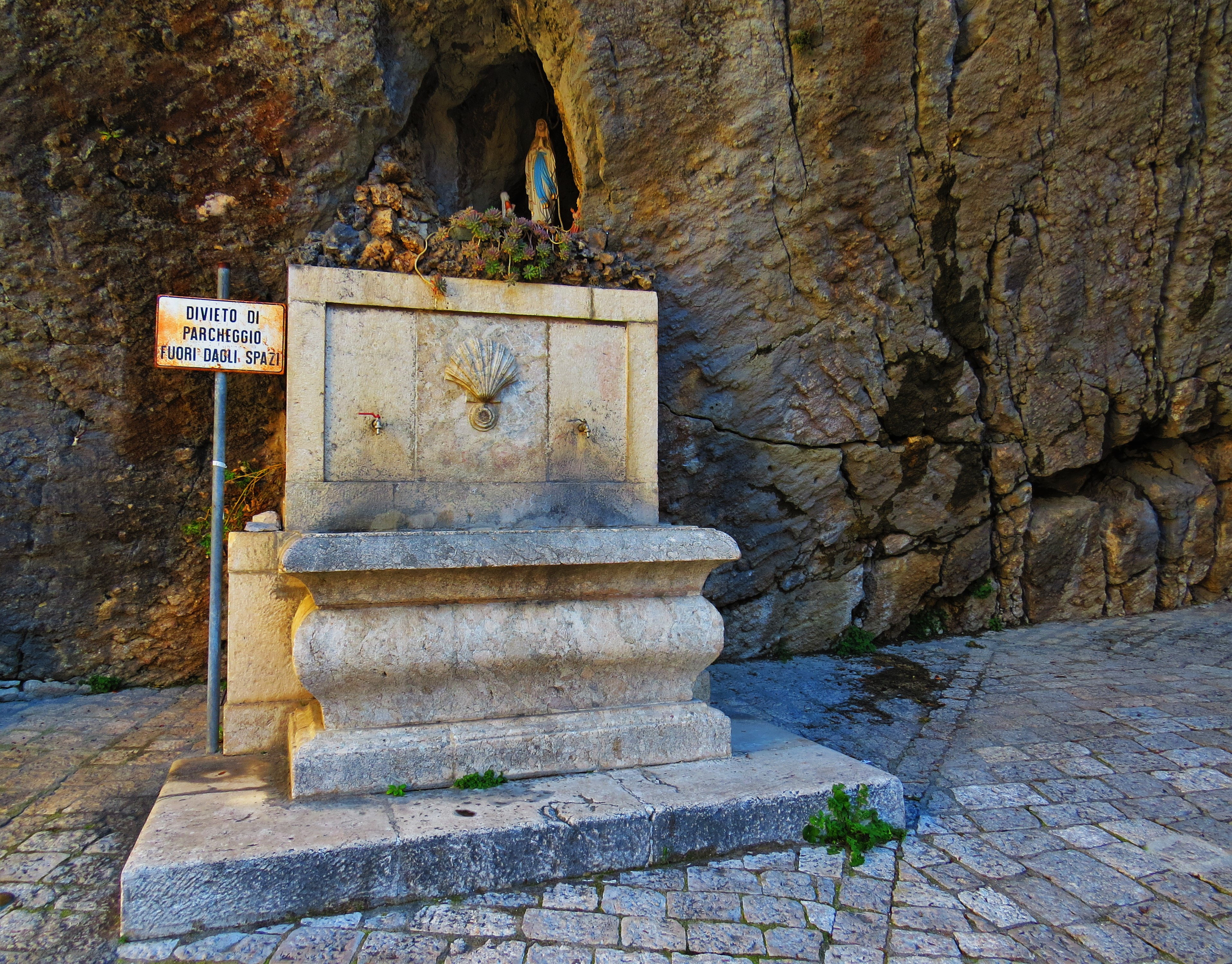
Fontana di piazza Lago

La conchiglia indica che la fontana era pubblica. Le fontane contrassegnate con un fiore erano, invece, private.
Via Ripa
Riprende le tracce di un antico sentiero pedonale che connette piazza Lago con tutto il versante ovest del borgo in una zona di rara bellezza paesaggistica e architettonica. 

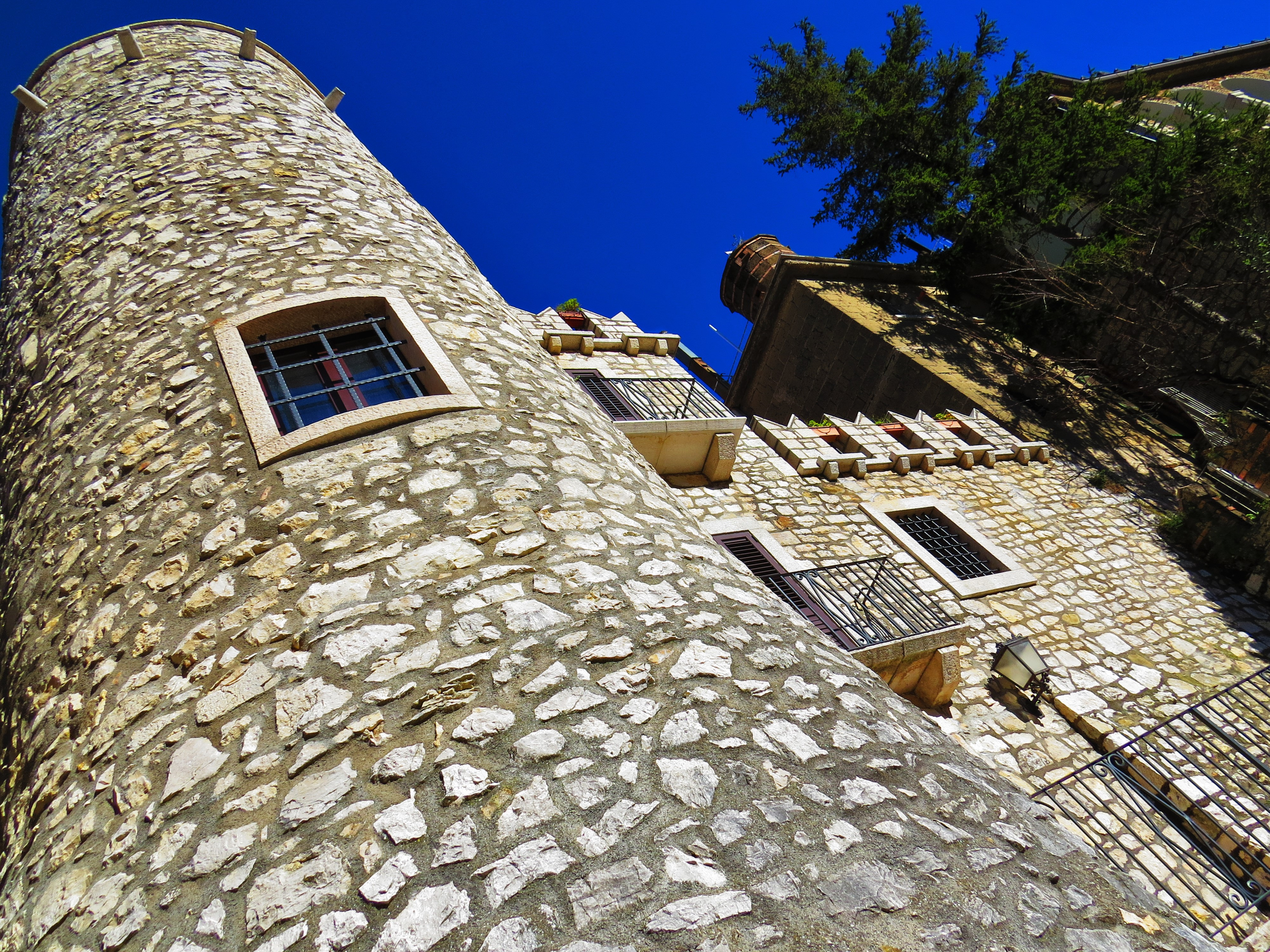
Torre di via Ripa

Lungo il percorso sono ben visibili una Torre di origine medievale recentemente restaurata e i palazzi storici a strapiombo sulla roccia viva. 
La parte alta dell'antico sentiero di via Ripa è stata ripristinata ed è percorribile. La continuazione fino alla zona bassa del borgo, progettata ed in attesa di finanziamento, dovrebbe confluire in piazza Roma.
Castello di Cusano Mutri
In piazza Lago sono ancora visibili i ruderi del castello, distrutto da un'insurrezione popolare nel XVIII secolo.

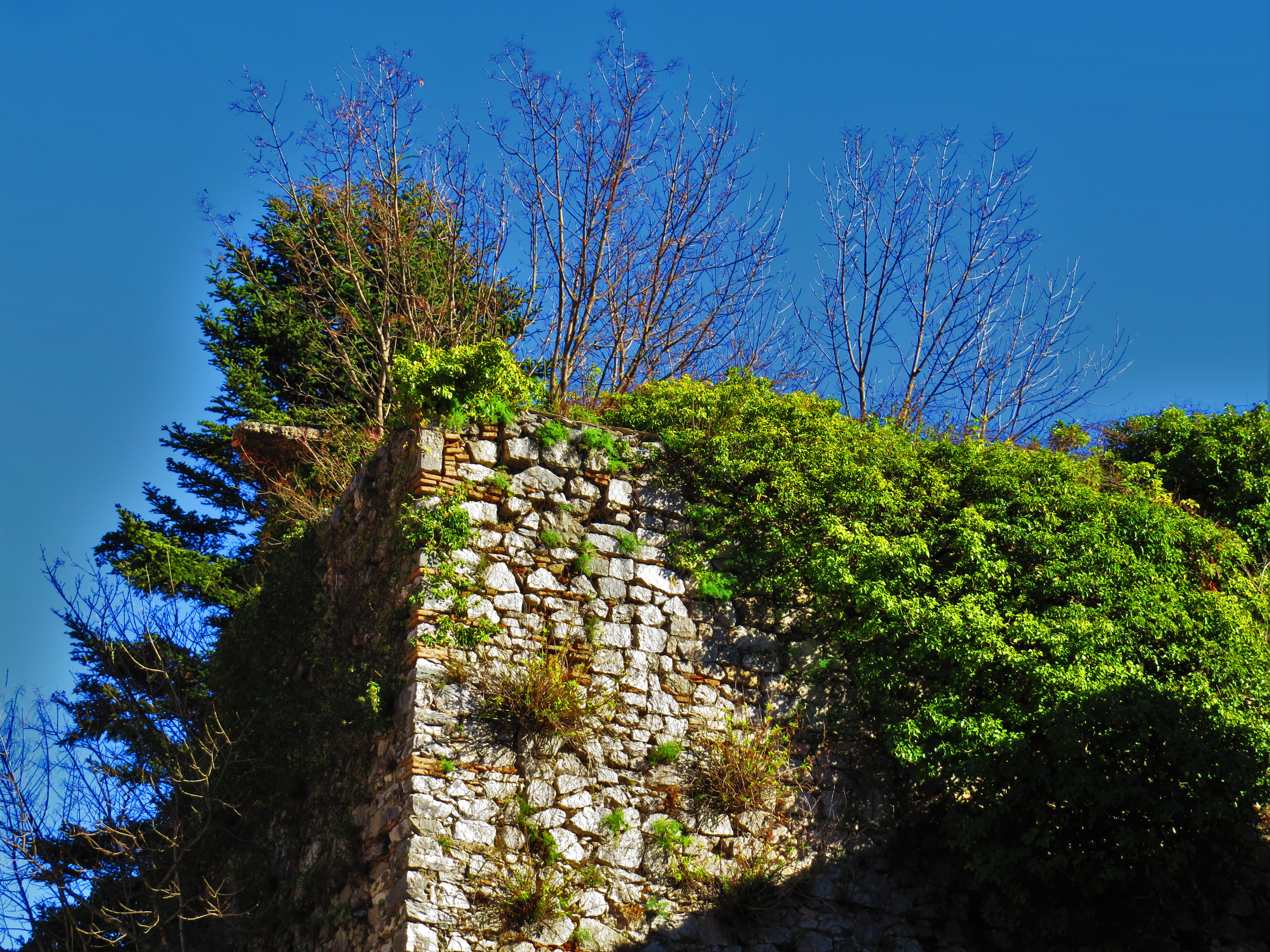
Ruderi del castello in piazza Lago

Sull'origine del castello non si ha alcuna documentazione scritta anche se un forte era già citato nella bolla di papa Felice III che nel 490 elesse il primo parroco della chiesa di San Pietro, sita appunto presso le mura del castello come ancora oggi.
L'attuale costruzione è però da includere nell'insieme delle fortificazioni che i Sanframondi costruirono entro la metà del XIII secolo nei loro feudi.

### Aree naturali
Monte Calvario

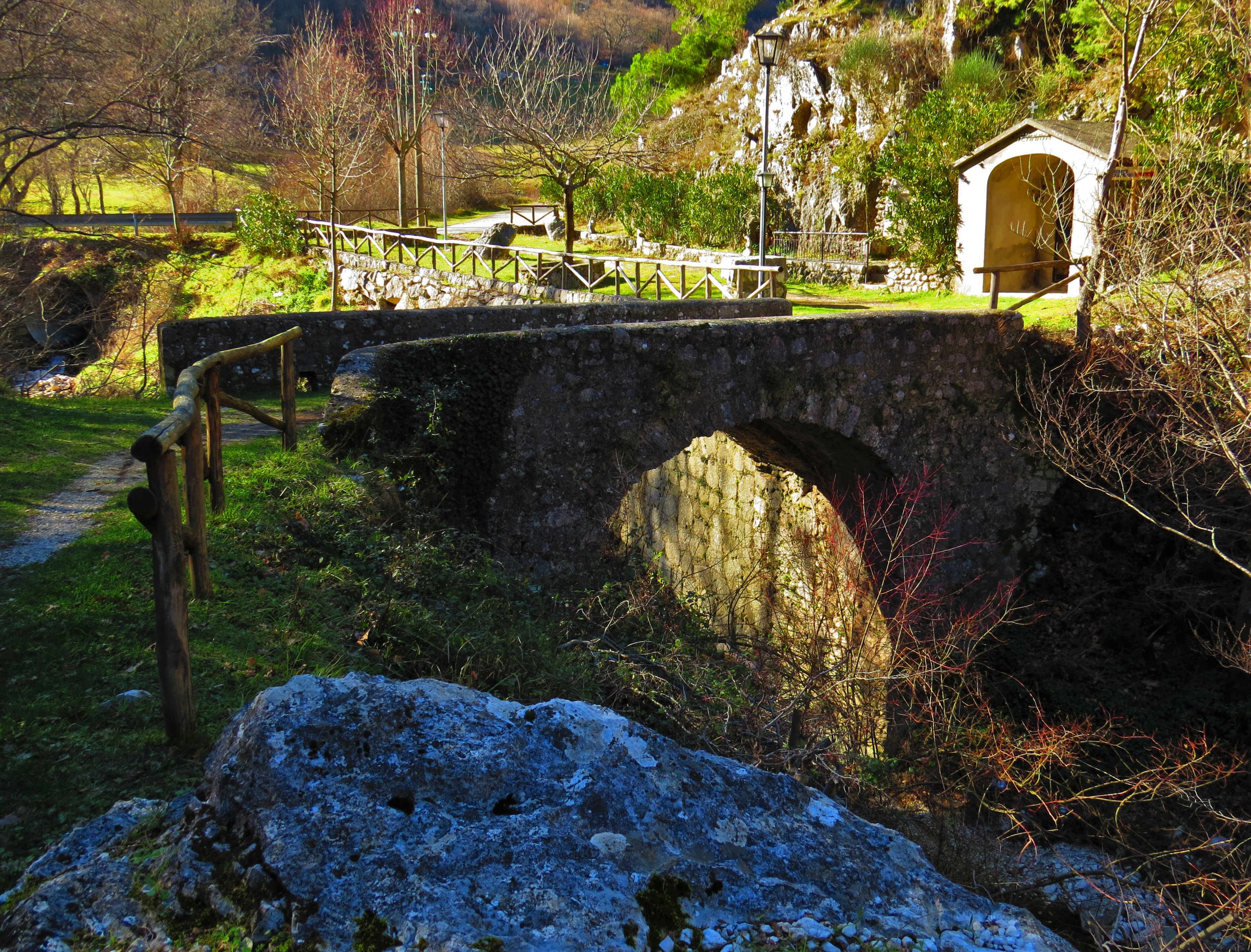
Sentiero che conduce al monte Calvario

Il monte Calvario ricade nell'ambito del Parco nazionale del Matese in una delle zone più importanti dal punto di vista paesaggistico dell'intero territorio comunale; dal punto più alto, a quota 560 m, si può godere di un panorama unico, che spazia dalla Civita di Pietraroja, al monte Mutria, al monte Cigno, a tutta la vallata del Titerno.
Il monte Calvario è raggiungibile dal centro abitato tramite via Calvario per confluire in un sentiero naturalistico. Dopo un tratto più o meno pianeggiante, si attraversa il ponticello sul torrente Conca-Torta detto Ponte Cappella. Qui inizia la salita che conduce alla vetta del colle costeggiando in un primo tratto il versante sud affacciante sul torrente Reviola e successivamente inerpicandosi in maniera sinusoidale con ricorrenti tornanti sul versante est.
Lungo l'intero percorso ritroviamo numerose cappelle votive e le edicole della Via Crucis con pannelli ceramici raffiguranti le quattordici stazioni.
Alla sommità del colle si trova la chiesa di Santa Croce al Monte Calvario meta di processioni.

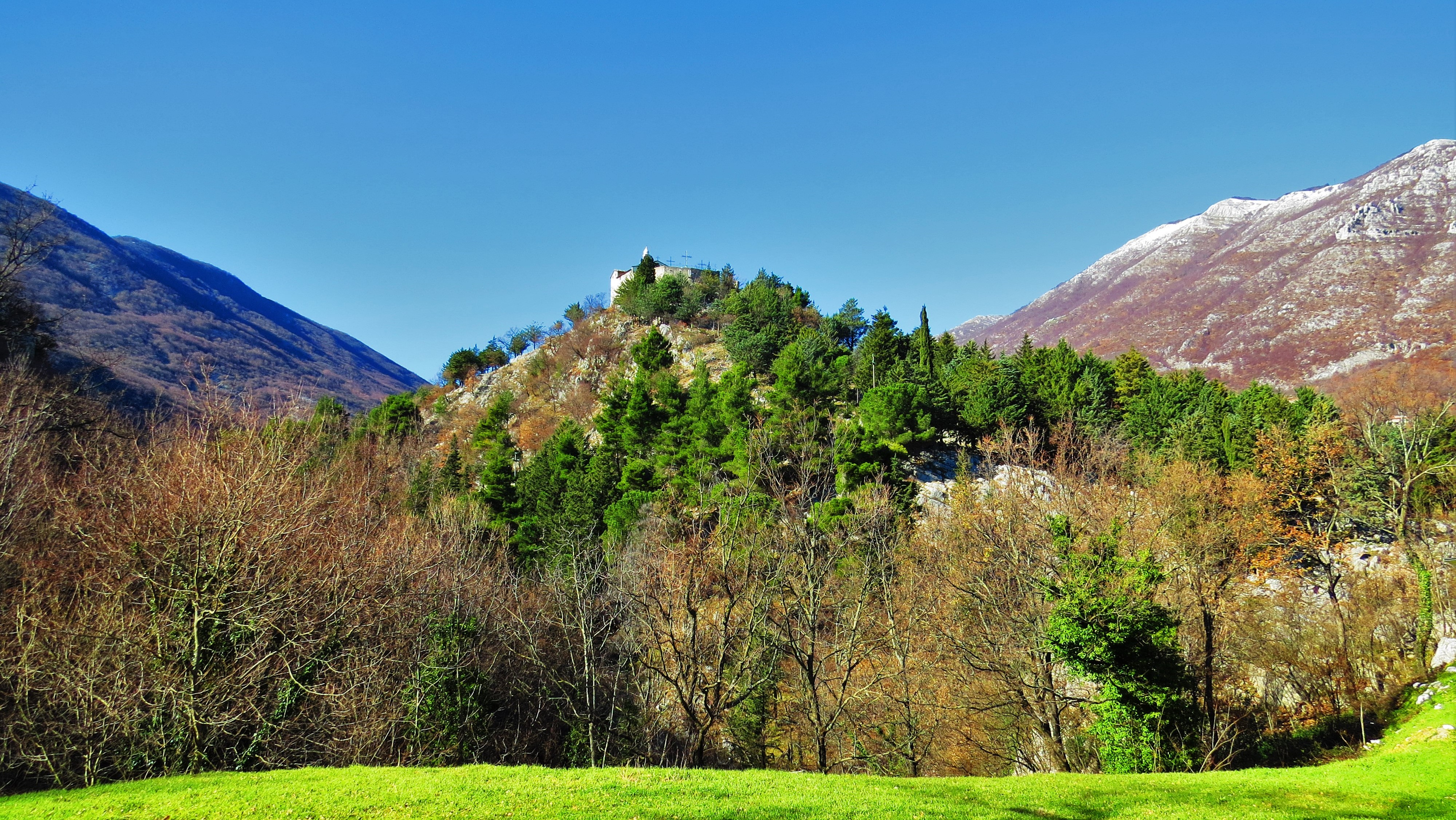
Monte Calvario - Colle

Il monte Calvario ospita una stazione dell'Osservatorio sismico Palmieri di Pesco Sannita ed una Stazione meteo con due webcam panoramiche del Meteo Isernia e Molise.
Gole
Nel territorio di Cusano Mutri, lungo il corso del fiume Titerno, si trovano sentieri, grotte, forre e gole visitabili.
Le gole di Conca Torta, a pochi passi dal centro storico di Cusano Mutri, sono situate nel varco fra il Monte Calvario e lo sperone roccioso detto il "Tornanino" lungo il corso del torrente Reviola, affluente del Titerno.
Le gole di Caccaviola sono situate nel varco fra i monti Civita di Cusano e Civita di Pietraroja, a 5 km dal centro. Entrambe le gole possono essere percorse con l'ausilio di guide esperte, mediante imbracature collegate a delle corde di acciaio fissate nella roccia.
Le forre di Lavelle sono situate a 5 km dal centro, nel canyon fra i monti Erbano e Cigno. Sono raggiungibili tramite un apposito sentiero guidato che comprende altri importanti siti di interesse naturalistico e storico come la Grotta chiusa o dei briganti, la Grotta delle fate, la Grotta delle streghe, il Belvedere, il Ponte del Mulino e il Mulino di Zì Fiore.

## Società

### Evoluzione demografica
Abitanti censiti

## Cultura

### Eventi
- Infiorata del Corpus Domini[26]

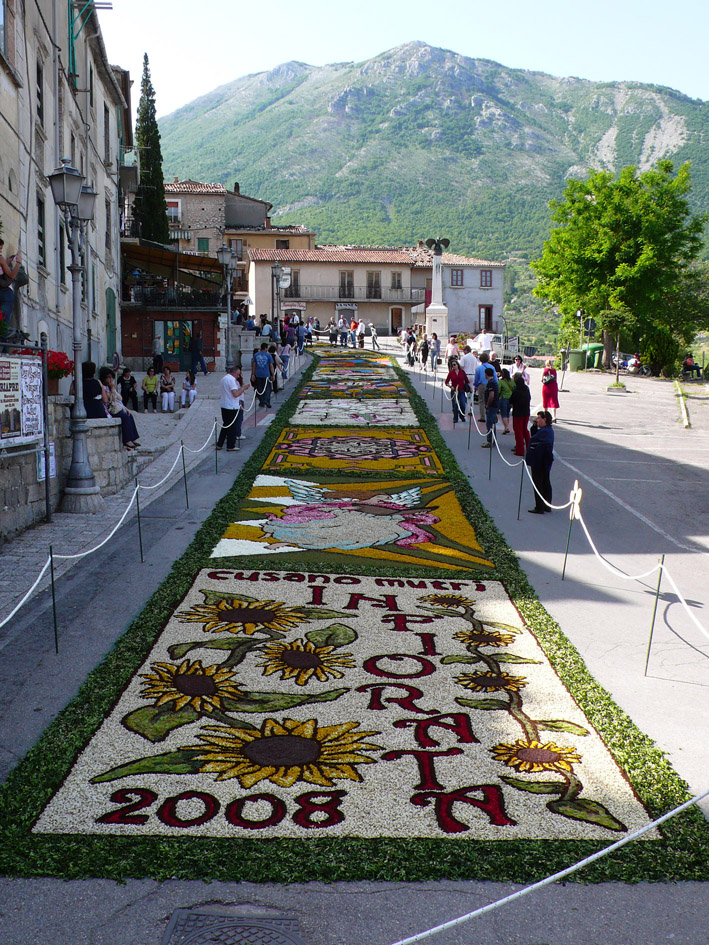
Particolare dell'Infiorata cusanese.

Da più di un secolo vige a Cusano Mutri la tradizione d'infiorare le vie, le piazze e le Chiese della cittadina, a testimonianza della religiosità cattolica radicata nel popolo. Quest'ultime vengono ricoperte di quadri realizzati con petali di fiori e sostanze vegetali, raffiguranti immagini sacre, riproducendo opere di autori celebri oppure originali proposte creative dei maestri infioratori.
Lungo le vie, le piazze e i vicoli del centro storico, il tappeto artistico viene realizzato nel corso della prima mattina del giorno del Corpus Domini per consentire ai visitatori di ammirarne la bellezza fino all'ora pomeridiana per il passaggio della processione.
Nelle Chiese vengono realizzati già dal sabato, proseguendo durante la nottata fino ad ultimare i lavori nella prima mattinata della domenica.
- Cusano Talk Festival[27]

Evento culturale estivo che si tiene nel mese di agosto comprende manifestazioni di musica, cinema, letteratura ed altre arti, alle quali prendono parte artisti di fama internazionale.

## Geografia antropica

### Frazioni
Del Comune di Cusano Mutri fanno parte due frazioni:
- Civitella Licinio, originariamente appartenente al comune di Cerreto Sannita;
- Bocca della Selva, sede di una stazione sciistica.

## Infrastrutture e trasporti
Cusano Mutri è attraversato dalla Strada provinciale 76 della provincia di Benevento, che da un lato la connette a Cerreto Sannita, dall'altro invece conduce a Pietraroja.
I trasporti interurbani vengono svolti con autoservizi di linea per Napoli e Benevento.

## Amministrazione

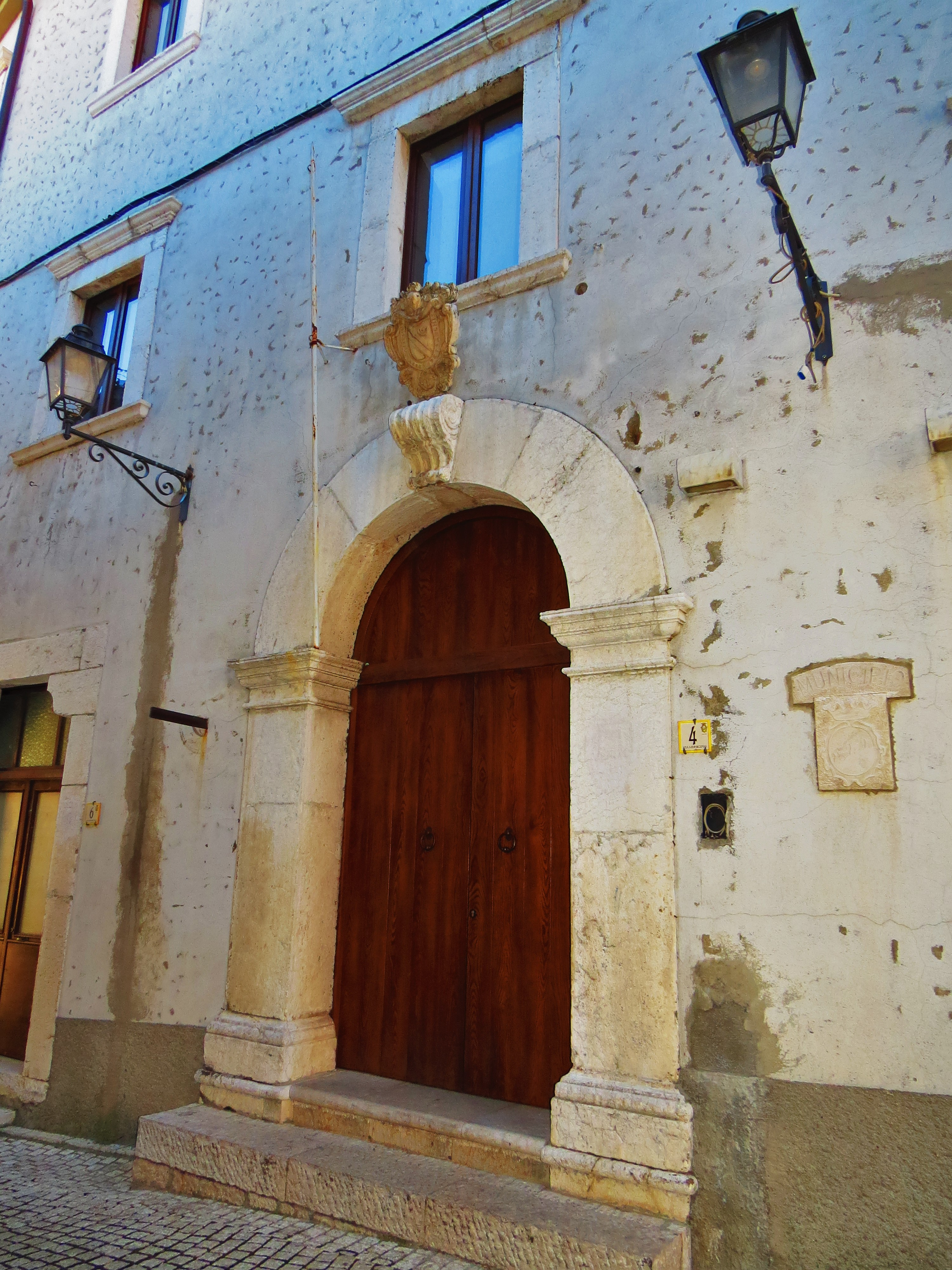
Palazzo del Municipio

| Periodo | Periodo   | Primo cittadino | Partito | Carica                  | Note |
| ------- | --------- | --------------- | ------- | ----------------------- | ---- |
| 1946    | 1954      | A. Fetto        | -       | Sindaco                 |      |
| 1954    | 1956      | R. Cassella     | -       | Sindaco                 |      |
| 1956    | 1957      | L. Civitillo    | -       | Sindaco                 |      |
| 1957    | 1959      | N. Di Gioia     | -       | Sindaco                 |      |
| 1959    | 1960      | M. Donadoni     | -       | Commissario Prefettizio |      |
| 1960    | 1960      | P. Guglielmi    | -       | Commissario Prefettizio |      |
| 1960    | 1965      | G. Crocco       | -       | Sindaco                 |      |
| 1965    | 1966      | E. Bozzi        | -       | Commissario Prefettizio |      |
| 1966    | 1967      | I. Cassella     | -       | Sindaco                 |      |
| 1967    | 1967      | R.A. De Nigris  | -       | Sindaco                 |      |
| 1967    | 1974      | F. Mongillo     | -       | Sindaco                 |      |
| 1974    | 1976      | R.A. Di Biase   | -       | Sindaco                 |      |
| 1976    | 1993      | N. Vitelli      | -       | Sindaco                 |      |
| 1993    | 1994      | C. Velardo      | -       | Sindaco                 |      |
| 1994    | 1994      | C. Facchiano    | -       | Commissario Prefettizio |      |
| 1994    | 1998      | G.M. Maturo     | -       | Sindaco                 |      |
| 1998    | 1999      | S. D'Agostino   | -       | Commissario Prefettizio |      |
| 1999    | 2009      | G.M. Maturo     | -       | Sindaco                 |      |
| 2009    | 2014      | P. Frongillo    | -       | Sindaco                 |      |
| 2014    | 2024      | G.M. Maturo     | -       | Sindaco                 |      |
| 2024    | in carica | P. Crocco       | -       | Sindaco                 |      |

## Sport
Eventi
Cusano Mutri e la località di Bocca della Selva sono stati l'arrivo della decima tappa del Giro d'Italia 2024.

### Società sportive
- Virtus Cusano (calcio a 5)
- Cusano Volley (pallavolo)
- Alto Sannio (pallavolo)
- Cusano Tennis (tennis)

### Impianti sportivi comunali
- Campo da Tennis
- Piscina
- Campo da Padel
- Campo da Volley
- Palazzetto dello sport
- Campo sportivo